# Robin S. Sharma
Robin S. Sharma (Port Hawkesbury, Canadá, 16 de junio de 1964) es un escritor y conferenciante motivacional canadiense experto en liderazgo. 

## Biografía
Se licenció en derecho en la Universidad de Dalhousie (Dalhousie University) y estuvo ejerciendo unos años como profesor de derecho. Tras esto prosiguió con su carrera de abogado antes de convertirse en un distinguido coach (entrenador) de liderazgo. En la actualidad, viaja con frecuencia como conferenciante por diferentes países del mundo promoviendo el mensaje de "Lidera sin título", una de sus frases más conocidas.

## Trabajos

### Escritor
Su libro más famoso, El monje que vendió su Ferrari, escrito en modo de fábula, ha sido publicado en muchos idiomas y países.
Publicaciones:
- El Club de las 5 de la mañana
- El líder que no tenía cargo (ISBN 978-607-310-181-3)
- El monje que vendió su Ferrari (ISBN 0-307-27428-4) Título original: The Monk Who Sold His Ferrari: A Fable About Fulfilling Your Dreams & Reaching Your Destiny
- 8 Claves del liderazgo del monje (ISBN 84-9759-764-8)
- Sabiduría Cotidiana Del Monje Que Vendió Su Ferrari (ISBN 0-307-27427-6)
- El Santo, El Surfista Y El Ejecutivo (ISBN 84-7953-533-4)	Título original: The Saint, the Surfer, and the CEO: A Remarkable historia About Living Your Heart's Desires
- Éxito: UNA GUIA EXTRAORDINARIA (ISBN 950-28-0432-5) Título original: The Greatness Guide
- Lecciones Sobre La Vida Del Monje Que Vendió Su Ferrari (ISBN 0-307-27430-6)
- Descubre Tu Destino Con El Monje Que Vendió Su Ferrari (ISBN 950-28-0393-0)
- Who Will Cry When You Die? (ISBN 81-7992-232-4)
- Megaliving! : 30 Days to a Perfect Life: The Ultimate Action Plan for Total Mastery of Your Mind, Body & Character (ISBN 0-9698225-0-2)
- Daily Inspiration Inspiración del monje que vendió su Ferrari. Una inspiración para cada día. (ISBN 978-607-429-752-2) México, traducido al español.

### Empresario
Robin es el director ejecutivo de Sharma Leadership International Inc., una firma global de entrenamiento (liderazgo) entre cuyos clientes se encuentran GE, Nike, FedEx, NASA, Unilever, Microsoft, BP, IBM, la Escuela de Negocios de Harvard y la Universidad de Yale.